# Kolegiata Bożego Grobu w Legnicy
Kolegiata Bożego Grobu w Legnicy – niezachowana budowla istniejąca obok zamku piastowskiego na Wyspie Tumskiej w Legnicy. 
Powstała na miejscu ufundowanej przed rokiem 1188 kaplicy Bożego Grobu wzmiankowanej przez papieża Honoriusza III w dokumencie z 1218 roku. 
Efektem parcia na podniesienie prestiżu stolicy księstwa, dzięki staraniom książąt Bolesława III i Wacława I podpisano akt fundacyjny pod budowę kolegiaty na podstawie dokumentu bpa Przecława z Pogorzeli wydanego w 1348. Fundacja trwała do roku 1362, natomiast budowa to lata 1397–1425. Jeszcze w trakcie trwania budowy stała się miejscem pochówku m.in. Wacława I (zm. 1364, ze względu na ekskomunikę w chwili śmierci, w poświęconej ziemi pochowany został prawdopodobnie w 1365) wraz z małżonką Anną cieszyńską (zm. 1367), Jadwigi żagańskiej (zm. 1390) i Ruprechta I (zm. 1409). Konsekrowana w 1425 przez bpa Konrada.  
Dzięki słusznym rozmiarom zewnętrznym, wielości kaplic, bogatemu wyposażeniu a także towarzyszącym licznym budynkom mieszkalnym i szkole średniej oraz okalającemu całość założenia obwarowaniu murami i fosą, budowla zwana była potocznie katedrą. W roku 1529 zapadła decyzja o konieczności wzmocnienia umocnień miejskich, na mocy której budowla została rozebrana ok. 1531–1537 r. a kanonicy przeniesieni do franciszkańskiego kościoła św. Jana, gdzie również trafiła część płyt nagrobnych i wyposażenia z kolegiaty.